# Васілла
Васілла (англ. Wasilla) — місто (англ. city) в США, в окрузі Матануска-Сусітна штату Аляска. Населення — 9054 особи (2020).
У Васілле була виведена порода собак «аляскинський клі-кай».

## Географія
Васілла розташована за координатами 61°34′31″ пн. ш. 149°27′25″ зх. д. / 61.57528° пн. ш. 149.45694° зх. д. (61.575240, -149.456840).  За даними Бюро перепису населення США в 2010 році місто мало площу 33,87 км², з яких 32,07 км² — суходіл та 1,80 км² — водойми.

### Клімат
| Клімат : Васілла                                              | Клімат : Васілла | Клімат : Васілла | Клімат : Васілла | Клімат : Васілла | Клімат : Васілла | Клімат : Васілла | Клімат : Васілла | Клімат : Васілла | Клімат : Васілла | Клімат : Васілла | Клімат : Васілла | Клімат : Васілла | Клімат : Васілла |
| Показник                                                      | Січ.             | Лют.             | Бер.             | Квіт.            | Трав.            | Черв.            | Лип.             | Серп.            | Вер.             | Жовт.            | Лист.            | Груд.            | Рік              |
| Середній максимум, °C                                         | −4,6             | −1,9             | 2,7              | 9,5              | 16,2             | 19,8             | 20,9             | 19,7             | 14,8             | 6,1              | −2,1             | −3,5             | 8,2              |
| Середній мінімум, °C                                          | −13,2            | −11,2            | −7,3             | −2,1             | 2,6              | 6,9              | 9,6              | 8,2              | 4,3              | −2,8             | −10,4            | −12,2            | −2,3             |
| Норма опадів, мм                                              | 20               | 23               | 13               | 18               | 20               | 41               | 64               | 69               | 69               | 46               | 30               | 25               | 437              |
| ------------------------------------------------------------- | ---------------- | ---------------- | ---------------- | ---------------- | ---------------- | ---------------- | ---------------- | ---------------- | ---------------- | ---------------- | ---------------- | ---------------- | ---------------- |
| Джерело: NOAA (1981–2010 normals), Weatherbase (precip, snow) |                  |                  |                  |                  |                  |                  |                  |                  |                  |                  |                  |                  |                  |

## Демографія
Згідно з переписом 2010 року, у місті мешкала 7831 особа в 2962 домогосподарствах у складі 1917 родин. Густота населення становила 231 особа/км².  Було 3277 помешкань (97/км²).
Расовий склад населення:
| - 83,4 % — білих - 5,2 % — корінних американців - 2,1 % — азіатів - 1,4 % — чорних або афроамериканців - 0,2 % — вихідців з тихоокеанських островів - 1,2 % — осіб інших рас |

До двох чи більше рас належало 6,5 %. Частка іспаномовних становила 4,3 % від усіх жителів.
За віковим діапазоном населення розподілялося таким чином: 29,4 % — особи молодші 18 років, 60,3 % — особи у віці 18—64 років, 10,3 % — особи у віці 65 років та старші. Медіана віку мешканця становила 32,2 року. На 100 осіб жіночої статі у місті припадало 99,3 чоловіків;  на 100 жінок у віці від 18 років та старших — 93,4 чоловіків також старших 18 років.
Середній дохід на одне домашнє господарство  становив 71 290 доларів США (медіана — 61 541), а середній дохід на одну сім'ю — 81 879 доларів (медіана — 73 281). Медіана доходів становила 61 000 доларів для чоловіків та 37 409 доларів для жінок. За межею бідності перебувало 11,7 % осіб, у тому числі 15,2 % дітей у віці до 18 років та 2,9 % осіб у віці 65 років та старших.
Цивільне працевлаштоване населення становило 3440 осіб. Основні галузі зайнятості: освіта, охорона здоров'я та соціальна допомога — 25,9 %, роздрібна торгівля — 13,1 %, публічна адміністрація — 9,7 %, будівництво — 8,5 %.

## Галерея

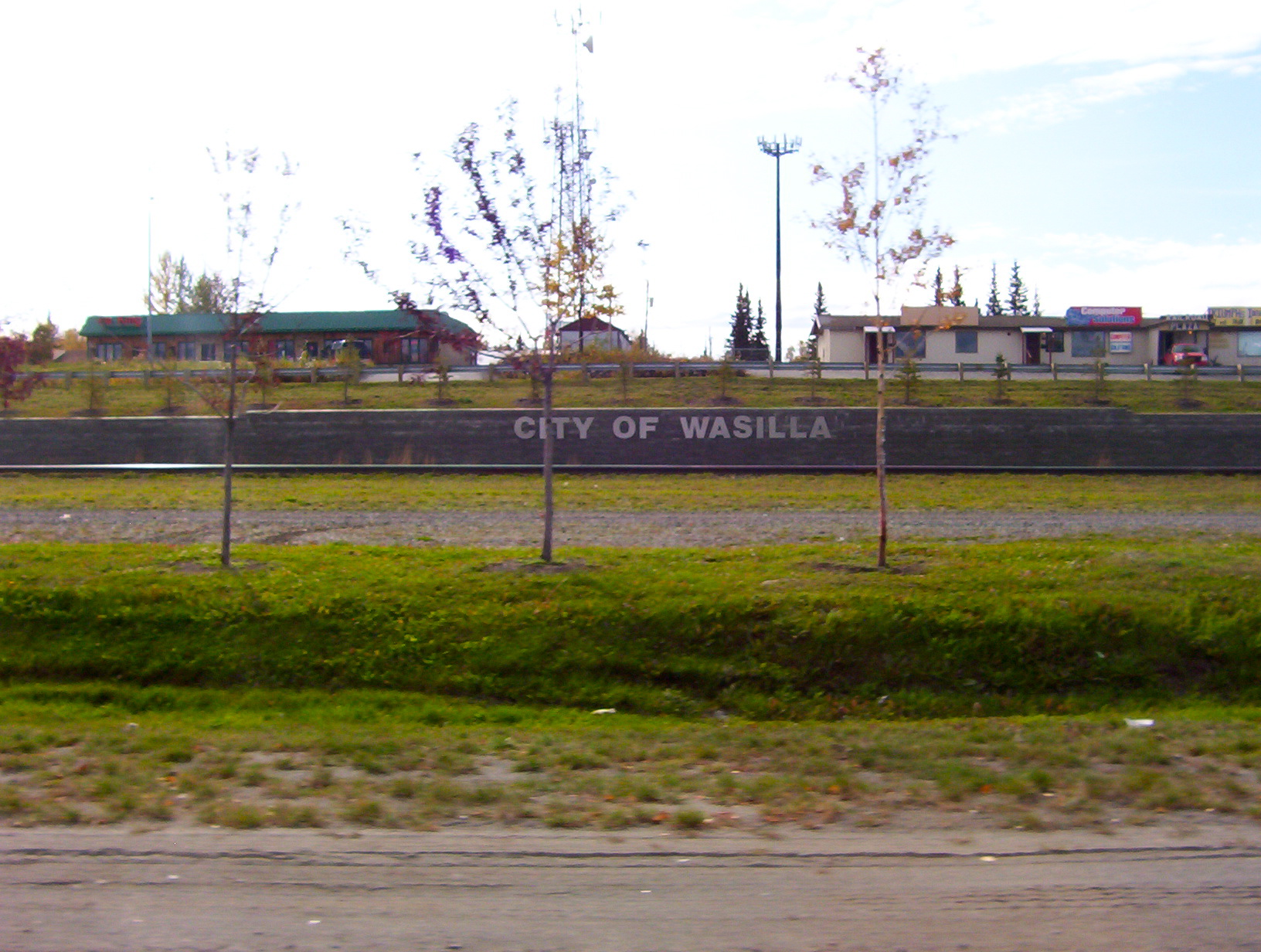
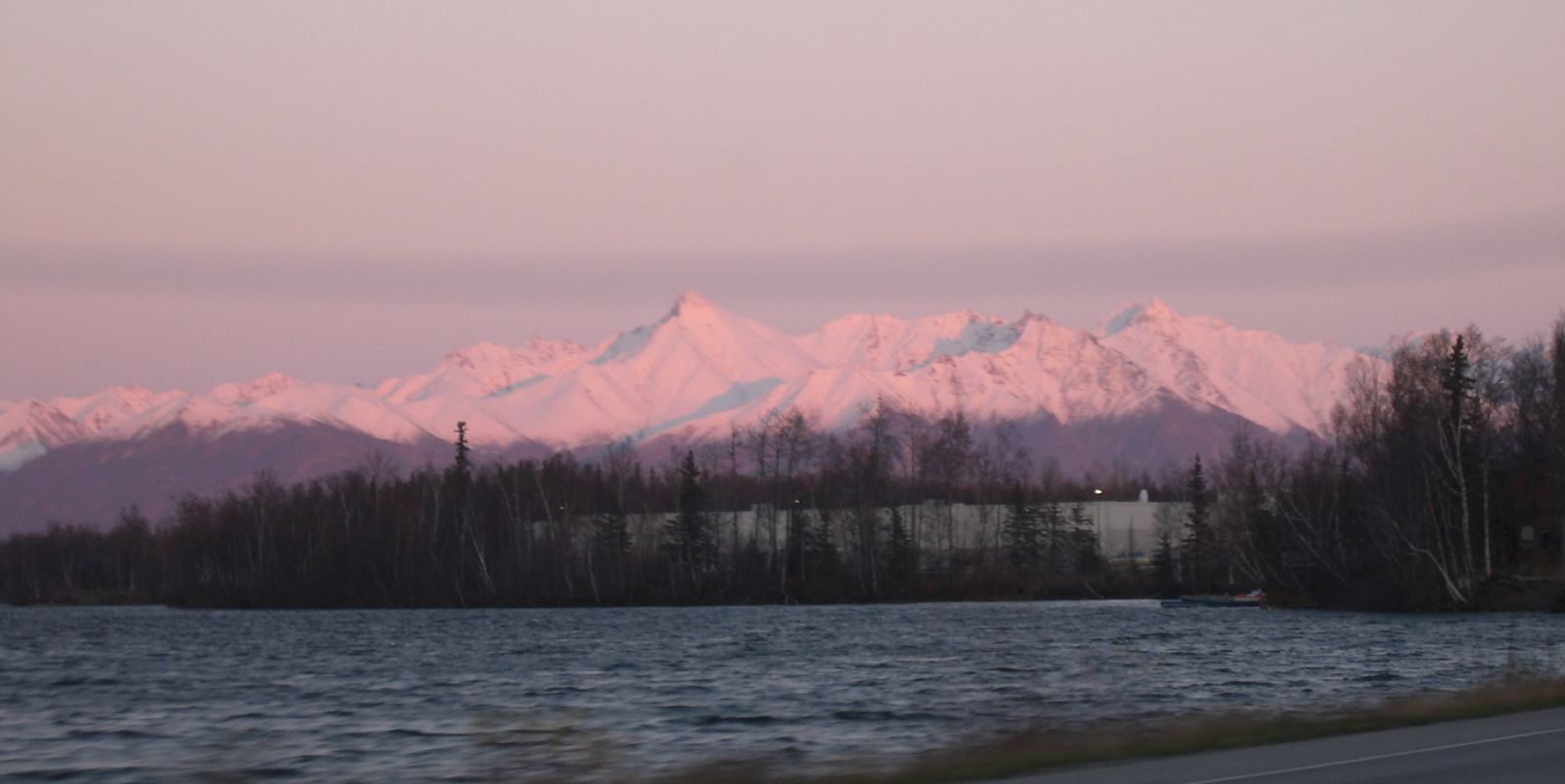
Гори навколо міста